# Любовники из Теруэля

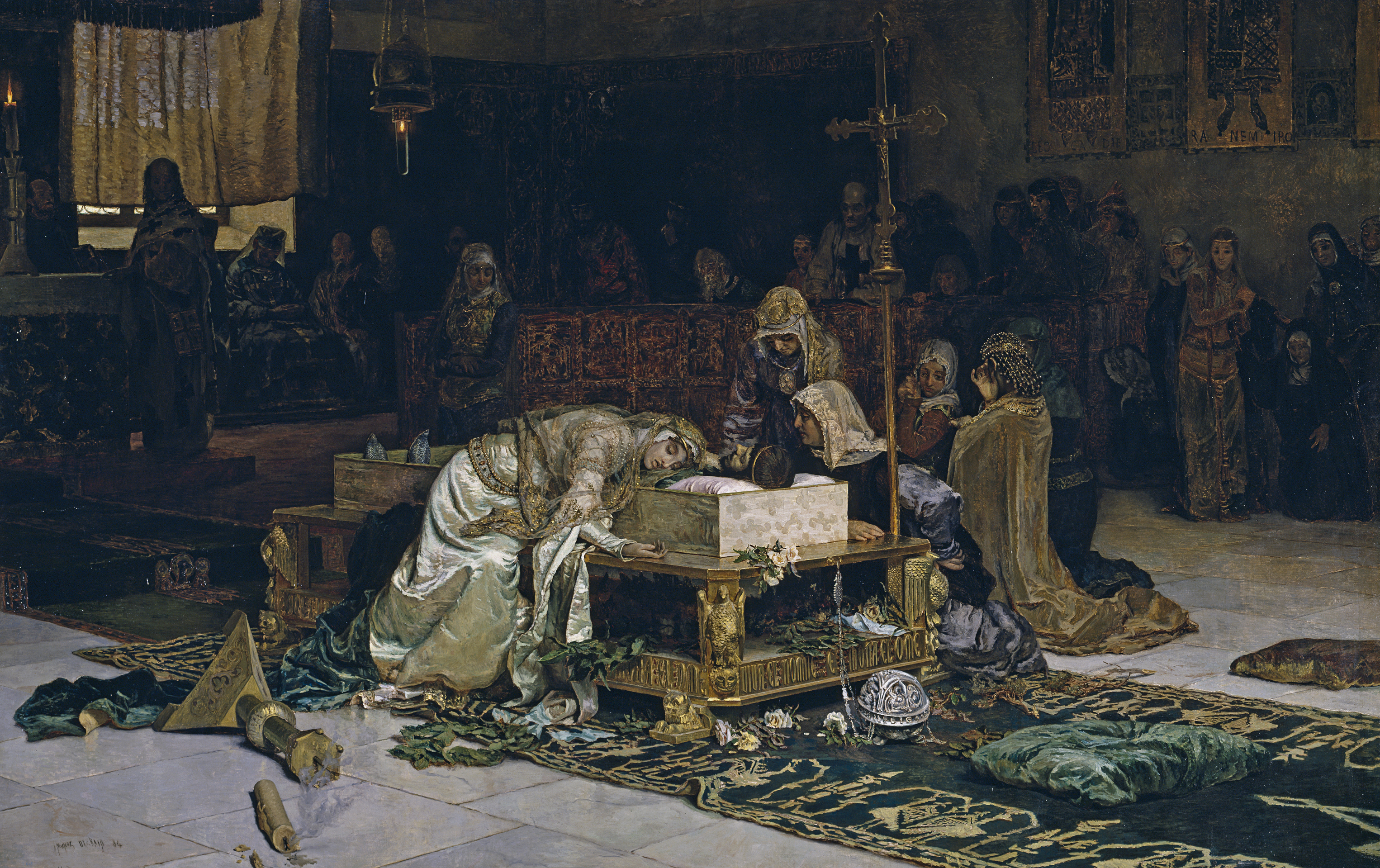
Антонио Муньос Деграин, Любовники из Теруэля, 1884. Музей Прадо

Любовники из Теруэля — средневековая романтическая легенда, события которой, как утверждается, произошли в испанском городе Теруэль в 1217 году. 

## События легенды
Девушка и юноша из благородных семей города Теруэля, Изабелла де Cегура и Диего Марсийя, любили друг друга, однако не могли быть вместе, поскольку Диего был беден, а отец Изабеллы был самым богатым человеком в городе. Диего решил отправиться на поиски богатства в другие страны и попросил возлюбленную ждать его. Отец Изабеллы согласился не выдавать дочь замуж до истечения шести лет. Спустя шесть лет и один день, снискав славу и богатство, Диего вернулся на родину, однако узнал, что в день его прибытия его любимая сочеталась браком с другим. Договариваясь с отцом девушки, Диего не посчитал день своего отбытия, в то время как отец Изабеллы отсчитывал срок, начиная с того дня.  
Ночью Диего находит способ увидеться с Изабеллой и просит ее об одном поцелуе, однако та отказывает ему, поскольку уже является женой другого. Пораженный горем, Диего умирает возле ее ног. На похороны Диего Изабелла явилась в свадебном платье и, припав к мертвому телу, поцеловала его, после чего сама умерла. Растроганные этой историей горожане решили, что возлюбленные, разлученные при жизни, должны покоиться вместе, и с разрешения церкви их похоронили рядом. 

## Гробница
Легенда приобрела мировую известность, многие люди приезжали в город Теруэль, чтобы увидеть место упокоения Изабеллы и Диего. Останки, согласно традиции принадлежавшие возлюбленным, эксгумировали и поместили в новые мраморные саркофаги, выполненные скульптором Хуаном де Авалосом (1911—2006). Мраморные саркофаги с крышками в готическом стиле, изображающими Изабеллу и Диего, помещены рядом, руки фигур тянутся друг к другу, однако из соображений благочестия не соприкасаются, так как Изабелла была при жизни женой другого.

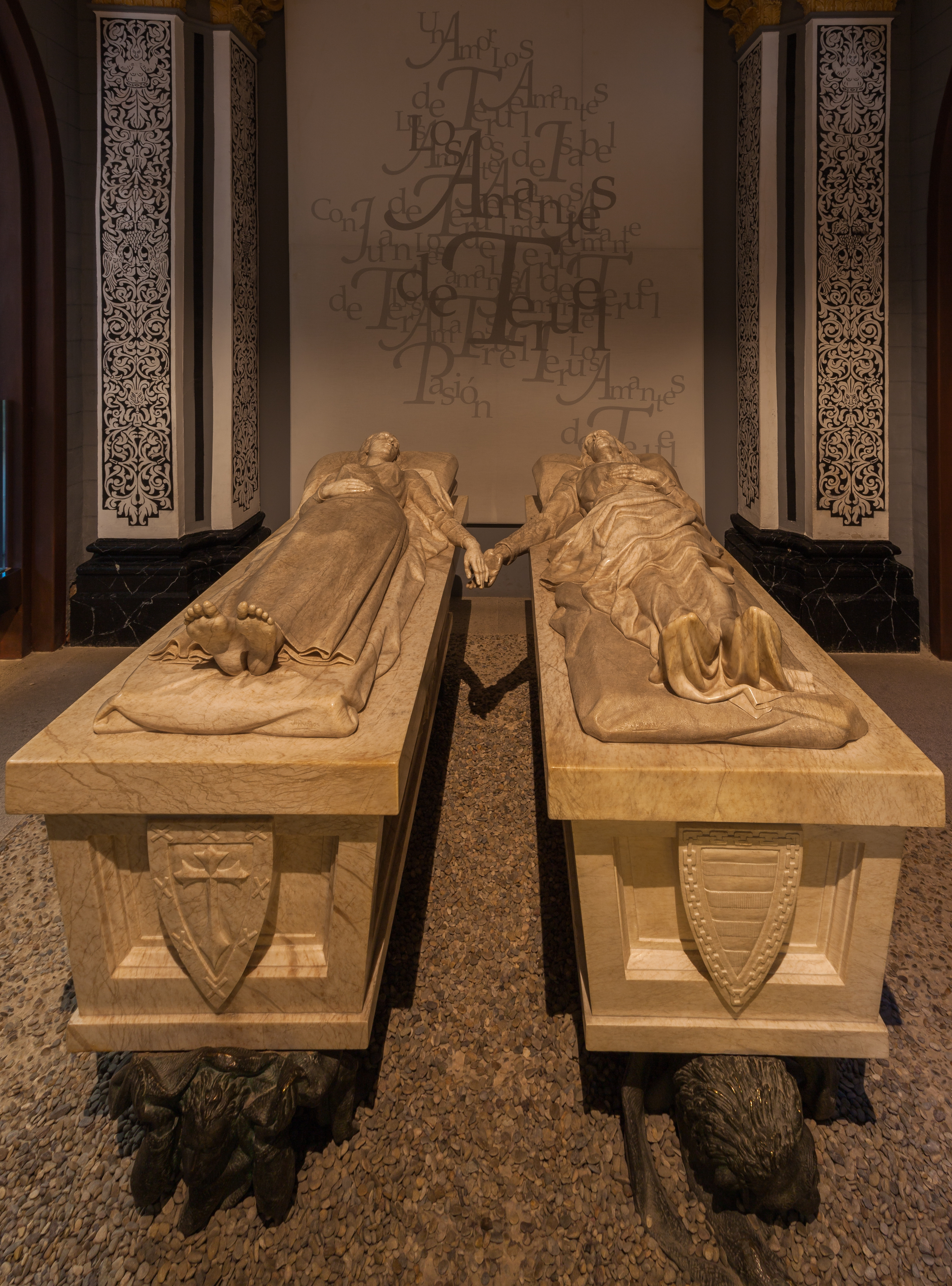
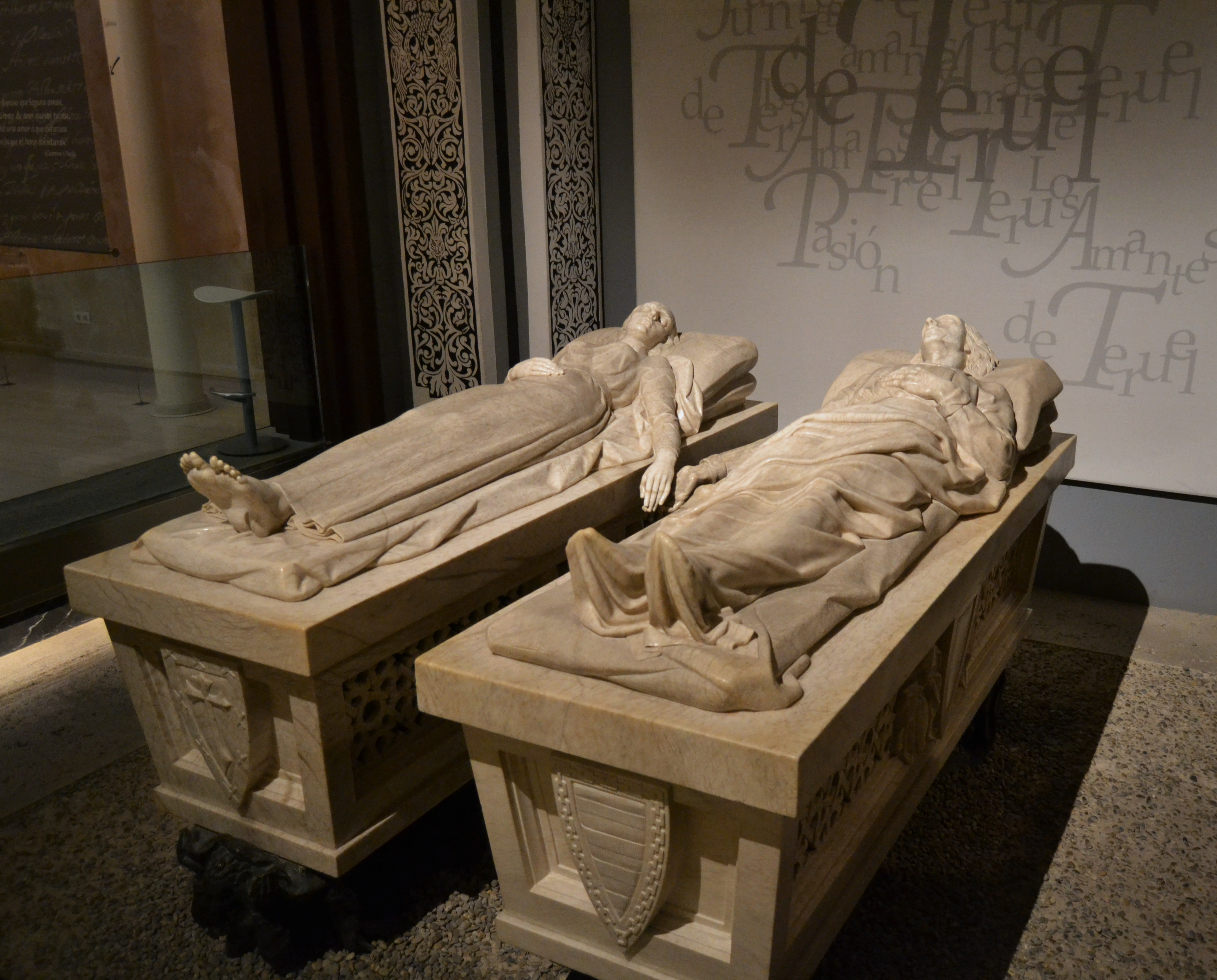
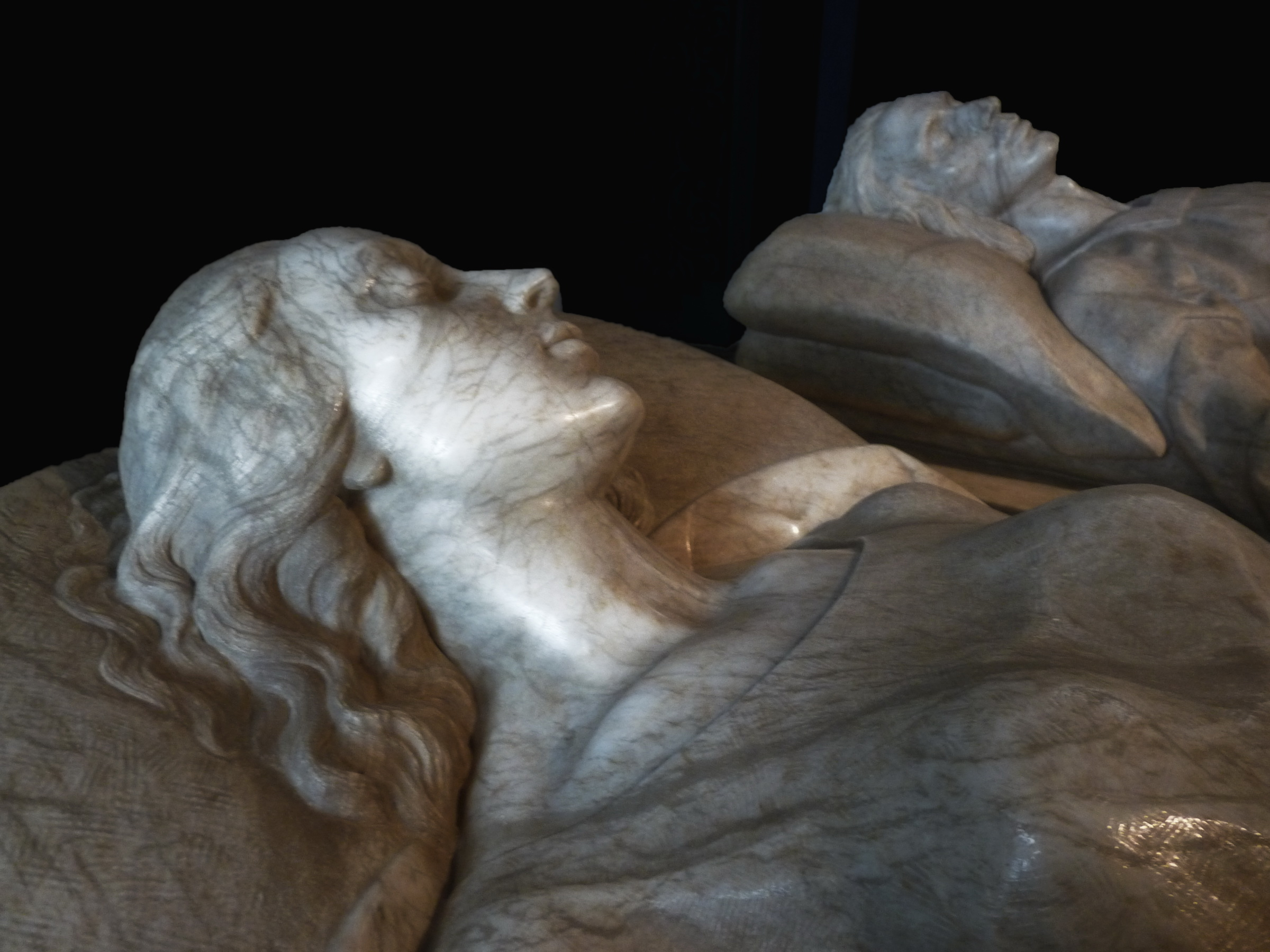
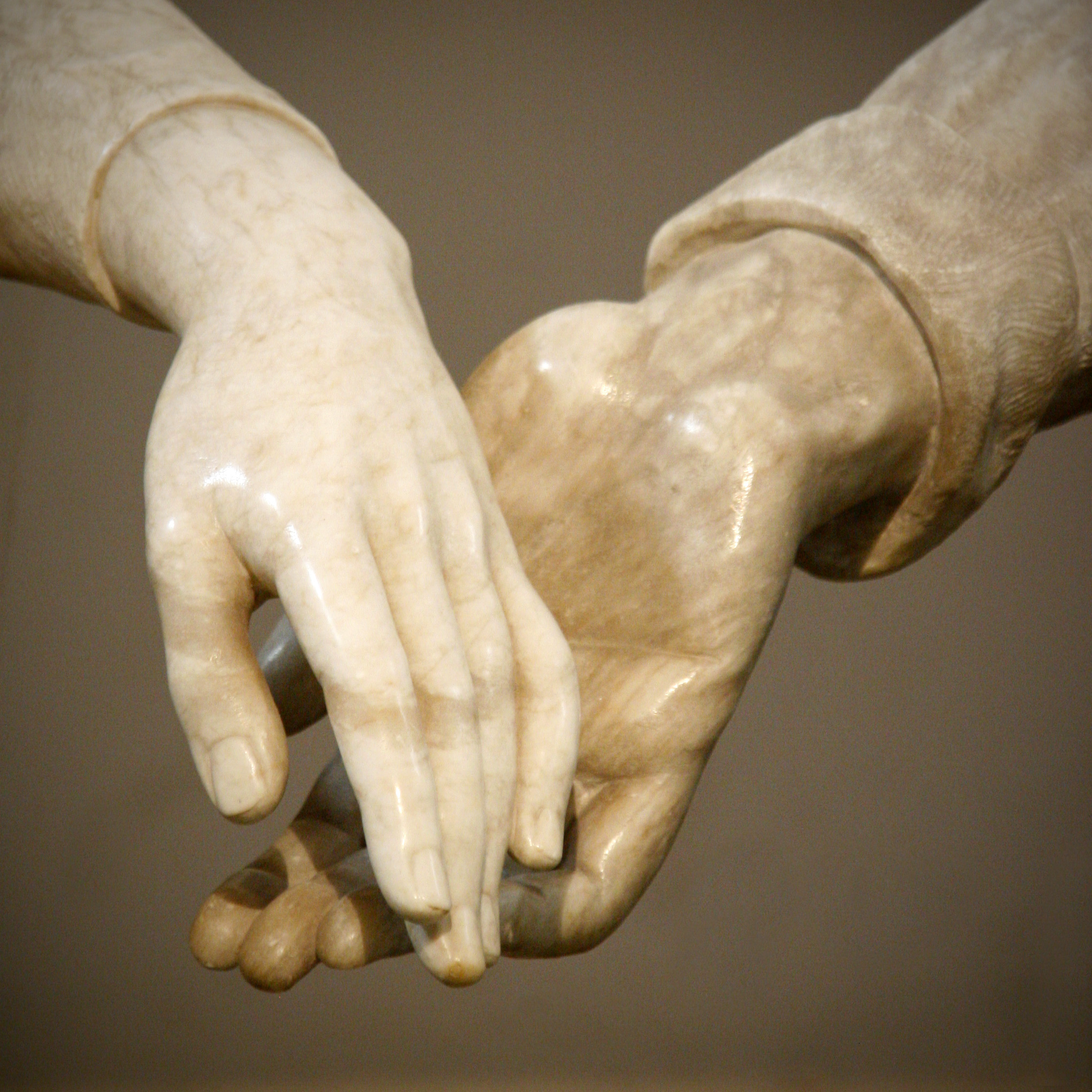
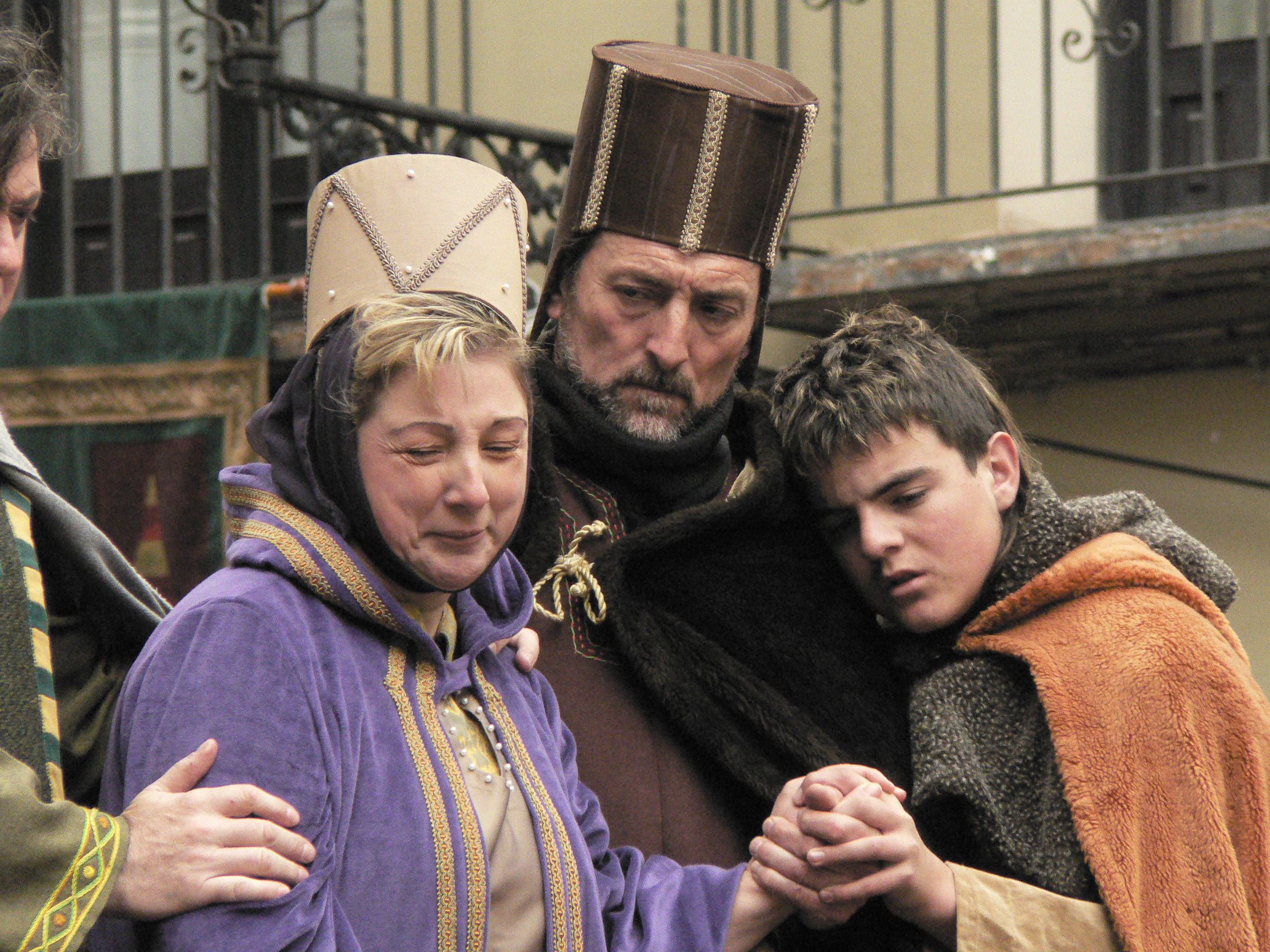

## Интерпретация Бокаччо
Схожую в общих чертах историю, однако с большим количеством авторских подробностей и эротическим контекстом, рассказывает Бокаччо в «Декамероне» (ок. 1352—1354); возлюбленные юноша и девушка носят имена Джироламо и Сальвестра. Представляется маловероятным, чтобы сюжет перекочевал в фольклор из сочинения писателя, притом избавленный от всякого эротического содержания, поэтому исследователи склоняются к версии, что Бокаччо заимствовал и переиначил в собственном стиле сюжет уже известной в его времена легенды и дополнил авторскими подробностями. Это позволяет поставить историю Любовников из Тируэля в один ряд с такими архетипическими произведениями о несчастной любви, как Геро и Леандр, Ромео и Джульетта.   